# Coupe de France de rugby à XIII 1958-1959
Navigation
Édition précédente Édition suivante
La Coupe de France de rugby à XIII 1958-1959 est la 21e édition de la Coupe de France, compétition à élimination directe mettant aux prises des clubs de rugby à XIII amateurs et professionnels affiliés à la Fédération française de jeu à XIII (aujourd'hui Fédération française de rugby à XIII).

## Phase finale
|  | Huitièmes de finale           | Huitièmes de finale       | Huitièmes de finale            | Huitièmes de finale       |              |              | Quarts de finale        | Quarts de finale        | Quarts de finale        | Quarts de finale        |  |  | Demi-finales              | Demi-finales              | Demi-finales              | Demi-finales              |  |  | Finale                       | Finale                       | Finale                       | Finale                       |
|  |                               |                           |                                |                           |              |              |                         |                         |                         |                         |  |  |                           |                           |                           |                           |  |  |                              |                              |                              |                              |
|  | Le 5 mars 1959 à Lézignan     | Le 5 mars 1959 à Lézignan | Le 5 mars 1959 à Lézignan      | Le 5 mars 1959 à Lézignan |              |              | Le 19 avril 1959 à Albi | Le 19 avril 1959 à Albi | Le 19 avril 1959 à Albi | Le 19 avril 1959 à Albi |  |  | Le 10 mai 1959 à Lézignan | Le 10 mai 1959 à Lézignan | Le 10 mai 1959 à Lézignan | Le 10 mai 1959 à Lézignan |  |  | Le 17 mai 1959 à Carcassonne | Le 17 mai 1959 à Carcassonne | Le 17 mai 1959 à Carcassonne | Le 17 mai 1959 à Carcassonne |
|  | XIII Catalan                  | XIII Catalan              | 20                             | 20                        |              |              | Le 19 avril 1959 à Albi | Le 19 avril 1959 à Albi | Le 19 avril 1959 à Albi | Le 19 avril 1959 à Albi |  |  | Le 10 mai 1959 à Lézignan | Le 10 mai 1959 à Lézignan | Le 10 mai 1959 à Lézignan | Le 10 mai 1959 à Lézignan |  |  | Le 17 mai 1959 à Carcassonne | Le 17 mai 1959 à Carcassonne | Le 17 mai 1959 à Carcassonne | Le 17 mai 1959 à Carcassonne |
|  | XIII Catalan                  | XIII Catalan              | 20                             | 20                        |              |              | Le 19 avril 1959 à Albi | Le 19 avril 1959 à Albi | Le 19 avril 1959 à Albi | Le 19 avril 1959 à Albi |  |  | Le 10 mai 1959 à Lézignan | Le 10 mai 1959 à Lézignan | Le 10 mai 1959 à Lézignan | Le 10 mai 1959 à Lézignan |  |  | Le 17 mai 1959 à Carcassonne | Le 17 mai 1959 à Carcassonne | Le 17 mai 1959 à Carcassonne | Le 17 mai 1959 à Carcassonne |
|  | Carcassonne                   | Carcassonne               | 1                              | 1                         |              |              | Le 19 avril 1959 à Albi | Le 19 avril 1959 à Albi | Le 19 avril 1959 à Albi | Le 19 avril 1959 à Albi |  |  | Le 10 mai 1959 à Lézignan | Le 10 mai 1959 à Lézignan | Le 10 mai 1959 à Lézignan | Le 10 mai 1959 à Lézignan |  |  | Le 17 mai 1959 à Carcassonne | Le 17 mai 1959 à Carcassonne | Le 17 mai 1959 à Carcassonne | Le 17 mai 1959 à Carcassonne |
|  | Carcassonne                   | Carcassonne               | 1                              | 1                         | XIII Catalan | XIII Catalan | 17 (a.p.)               | 17 (a.p.)               |                         |                         |  |  | Le 10 mai 1959 à Lézignan | Le 10 mai 1959 à Lézignan | Le 10 mai 1959 à Lézignan | Le 10 mai 1959 à Lézignan |  |  | Le 17 mai 1959 à Carcassonne | Le 17 mai 1959 à Carcassonne | Le 17 mai 1959 à Carcassonne | Le 17 mai 1959 à Carcassonne |
|  | Le 5 mars 1959 à Toulouse     |                           |                                |                           | XIII Catalan | XIII Catalan | 17 (a.p.)               | 17 (a.p.)               |                         |                         |  |  | Le 10 mai 1959 à Lézignan | Le 10 mai 1959 à Lézignan | Le 10 mai 1959 à Lézignan | Le 10 mai 1959 à Lézignan |  |  | Le 17 mai 1959 à Carcassonne | Le 17 mai 1959 à Carcassonne | Le 17 mai 1959 à Carcassonne | Le 17 mai 1959 à Carcassonne |
|  |                               |                           | Bordeaux                       | Bordeaux                  | 7            | 7            |                         |                         |                         |                         |  |  | Le 10 mai 1959 à Lézignan | Le 10 mai 1959 à Lézignan | Le 10 mai 1959 à Lézignan | Le 10 mai 1959 à Lézignan |  |  | Le 17 mai 1959 à Carcassonne | Le 17 mai 1959 à Carcassonne | Le 17 mai 1959 à Carcassonne | Le 17 mai 1959 à Carcassonne |
|  | Bordeaux                      | Bordeaux                  | Bordeaux                       | Bordeaux                  | 7            | 7            | 16 (a.p.)               | 16 (a.p.)               |                         |                         |  |  | Le 10 mai 1959 à Lézignan | Le 10 mai 1959 à Lézignan | Le 10 mai 1959 à Lézignan | Le 10 mai 1959 à Lézignan |  |  | Le 17 mai 1959 à Carcassonne | Le 17 mai 1959 à Carcassonne | Le 17 mai 1959 à Carcassonne | Le 17 mai 1959 à Carcassonne |
|  | Bordeaux                      | Bordeaux                  | Le 19 avril 1959 à Lyon        |                           |              |              | 16 (a.p.)               | 16 (a.p.)               |                         |                         |  |  | Le 10 mai 1959 à Lézignan | Le 10 mai 1959 à Lézignan | Le 10 mai 1959 à Lézignan | Le 10 mai 1959 à Lézignan |  |  | Le 17 mai 1959 à Carcassonne | Le 17 mai 1959 à Carcassonne | Le 17 mai 1959 à Carcassonne | Le 17 mai 1959 à Carcassonne |
|  | Montpellier                   | Montpellier               | 11                             | 11                        |              |              |                         |                         |                         |                         |  |  | Le 10 mai 1959 à Lézignan | Le 10 mai 1959 à Lézignan | Le 10 mai 1959 à Lézignan | Le 10 mai 1959 à Lézignan |  |  | Le 17 mai 1959 à Carcassonne | Le 17 mai 1959 à Carcassonne | Le 17 mai 1959 à Carcassonne | Le 17 mai 1959 à Carcassonne |
|  | Montpellier                   | Montpellier               | 11                             | 11                        | XIII Catalan | XIII Catalan | 33                      | 33                      |                         |                         |  |  |                           |                           |                           |                           |  |  | Le 17 mai 1959 à Carcassonne | Le 17 mai 1959 à Carcassonne | Le 17 mai 1959 à Carcassonne | Le 17 mai 1959 à Carcassonne |
|  | Le 1er mars 1959 à Carpentras |                           |                                |                           | XIII Catalan | XIII Catalan | 33                      | 33                      |                         |                         |  |  |                           |                           |                           |                           |  |  | Le 17 mai 1959 à Carcassonne | Le 17 mai 1959 à Carcassonne | Le 17 mai 1959 à Carcassonne | Le 17 mai 1959 à Carcassonne |
|  |                               |                           | Cavaillon                      | Cavaillon                 | 9            | 9            |                         |                         |                         |                         |  |  |                           |                           |                           |                           |  |  | Le 17 mai 1959 à Carcassonne | Le 17 mai 1959 à Carcassonne | Le 17 mai 1959 à Carcassonne | Le 17 mai 1959 à Carcassonne |
|  | Cavaillon                     | Cavaillon                 | Cavaillon                      | Cavaillon                 | 9            | 9            | 33                      | 33                      |                         |                         |  |  |                           |                           |                           |                           |  |  | Le 17 mai 1959 à Carcassonne | Le 17 mai 1959 à Carcassonne | Le 17 mai 1959 à Carcassonne | Le 17 mai 1959 à Carcassonne |
|  | Cavaillon                     | Cavaillon                 | Le 10 mai 1959 à Cavaillon     |                           |              |              | 33                      | 33                      |                         |                         |  |  |                           |                           |                           |                           |  |  | Le 17 mai 1959 à Carcassonne | Le 17 mai 1959 à Carcassonne | Le 17 mai 1959 à Carcassonne | Le 17 mai 1959 à Carcassonne |
|  | Nîmes                         | Nîmes                     | 10                             | 10                        |              |              |                         |                         |                         |                         |  |  |                           |                           |                           |                           |  |  | Le 17 mai 1959 à Carcassonne | Le 17 mai 1959 à Carcassonne | Le 17 mai 1959 à Carcassonne | Le 17 mai 1959 à Carcassonne |
|  | Nîmes                         | Nîmes                     | 10                             | 10                        | Cavaillon    | Cavaillon    | 10                      | 10                      |                         |                         |  |  |                           |                           |                           |                           |  |  | Le 17 mai 1959 à Carcassonne | Le 17 mai 1959 à Carcassonne | Le 17 mai 1959 à Carcassonne | Le 17 mai 1959 à Carcassonne |
|  | Le 5 mars 1959 à Montpellier  |                           |                                |                           | Cavaillon    | Cavaillon    | 10                      | 10                      |                         |                         |  |  |                           |                           |                           |                           |  |  | Le 17 mai 1959 à Carcassonne | Le 17 mai 1959 à Carcassonne | Le 17 mai 1959 à Carcassonne | Le 17 mai 1959 à Carcassonne |
|  |                               |                           | Roanne                         | Roanne                    | 9            | 9            |                         |                         |                         |                         |  |  |                           |                           |                           |                           |  |  | Le 17 mai 1959 à Carcassonne | Le 17 mai 1959 à Carcassonne | Le 17 mai 1959 à Carcassonne | Le 17 mai 1959 à Carcassonne |
|  | Roanne                        | Roanne                    | Roanne                         | Roanne                    | 9            | 9            | 6                       | 6                       |                         |                         |  |  |                           |                           |                           |                           |  |  | Le 17 mai 1959 à Carcassonne | Le 17 mai 1959 à Carcassonne | Le 17 mai 1959 à Carcassonne | Le 17 mai 1959 à Carcassonne |
|  | Roanne                        | Roanne                    | Le 19 avril 1959 à Montpellier |                           |              |              | 6                       | 6                       |                         |                         |  |  |                           |                           |                           |                           |  |  | Le 17 mai 1959 à Carcassonne | Le 17 mai 1959 à Carcassonne | Le 17 mai 1959 à Carcassonne | Le 17 mai 1959 à Carcassonne |
|  | Albi                          | Albi                      | 3                              | 3                         |              |              |                         |                         |                         |                         |  |  |                           |                           |                           |                           |  |  | Le 17 mai 1959 à Carcassonne | Le 17 mai 1959 à Carcassonne | Le 17 mai 1959 à Carcassonne | Le 17 mai 1959 à Carcassonne |
|  | Albi                          | Albi                      | 3                              | 3                         | XIII Catalan | XIII Catalan | 7                       | 7                       |                         |                         |  |  |                           |                           |                           |                           |  |  |                              |                              |                              |                              |
|  | Le 5 mars 1959 à Perpignan    |                           |                                |                           | XIII Catalan | XIII Catalan | 7                       | 7                       |                         |                         |  |  |                           |                           |                           |                           |  |  |                              |                              |                              |                              |
|  |                               |                           | Avignon                        | Avignon                   | 0            | 0            |                         |                         |                         |                         |  |  |                           |                           |                           |                           |  |  |                              |                              |                              |                              |
|  | Avignon                       | Avignon                   | Avignon                        | Avignon                   | 0            | 0            | 22                      | 22                      |                         |                         |  |  |                           |                           |                           |                           |  |  |                              |                              |                              |                              |
|  | Avignon                       | Avignon                   |                                |                           |              |              |                         | 22                      |                         |                         |  |  |                           |                           |                           |                           |  |  |                              |                              |                              |                              |
|  | Toulouse                      | Toulouse                  | 8                              | 8                         |              |              |                         |                         |                         |                         |  |  |                           |                           |                           |                           |  |  |                              |                              |                              |                              |
|  | Toulouse                      | Toulouse                  | 8                              | 8                         | Avignon      | Avignon      | 11                      | 11                      |                         |                         |  |  |                           |                           |                           |                           |  |  |                              |                              |                              |                              |
|  | Le 5 mars 1959 à Rodez        |                           |                                |                           | Avignon      | Avignon      | 11                      | 11                      |                         |                         |  |  |                           |                           |                           |                           |  |  |                              |                              |                              |                              |
|  |                               |                           | Villeneuve-sur-Lot             | Villeneuve-sur-Lot        | 2            | 2            |                         |                         |                         |                         |  |  |                           |                           |                           |                           |  |  |                              |                              |                              |                              |
|  | Villeneuve-sur-Lot            | Villeneuve-sur-Lot        | Villeneuve-sur-Lot             | Villeneuve-sur-Lot        | 2            | 2            | 41                      | 41                      |                         |                         |  |  |                           |                           |                           |                           |  |  |                              |                              |                              |                              |
|  | Villeneuve-sur-Lot            | Villeneuve-sur-Lot        | Le 19 avril 1959 à Cavaillon   |                           |              |              | 41                      | 41                      |                         |                         |  |  |                           |                           |                           |                           |  |  |                              |                              |                              |                              |
|  | Bataillon de Joinville        | Bataillon de Joinville    | 28                             | 28                        |              |              |                         |                         |                         |                         |  |  |                           |                           |                           |                           |  |  |                              |                              |                              |                              |
|  | Bataillon de Joinville        | Bataillon de Joinville    | 28                             | 28                        | Avignon      | Avignon      | 12                      | 12                      |                         |                         |  |  |                           |                           |                           |                           |  |  |                              |                              |                              |                              |
|  | Le 5 mars 1959 à Avignon      |                           |                                |                           | Avignon      | Avignon      | 12                      | 12                      |                         |                         |  |  |                           |                           |                           |                           |  |  |                              |                              |                              |                              |
|  |                               |                           | Marseille                      | Marseille                 | 4            | 4            |                         |                         |                         |                         |  |  |                           |                           |                           |                           |  |  |                              |                              |                              |                              |
|  | Marseille                     | Marseille                 | Marseille                      | Marseille                 | 4            | 4            | 25                      | 25                      |                         |                         |  |  |                           |                           |                           |                           |  |  |                              |                              |                              |                              |
|  | Marseille                     | Marseille                 |                                |                           |              |              |                         | 25                      |                         |                         |  |  |                           |                           |                           |                           |  |  |                              |                              |                              |                              |
|  | Lyon                          | Lyon                      | 9                              | 9                         |              |              |                         |                         |                         |                         |  |  |                           |                           |                           |                           |  |  |                              |                              |                              |                              |
|  | Lyon                          | Lyon                      | 9                              | 9                         | Marseille    | Marseille    | 18                      | 18                      |                         |                         |  |  |                           |                           |                           |                           |  |  |                              |                              |                              |                              |
|  | Le 5 mars 1959 à Bordeaux     |                           |                                |                           | Marseille    | Marseille    | 18                      | 18                      |                         |                         |  |  |                           |                           |                           |                           |  |  |                              |                              |                              |                              |
|  |                               |                           | Lézignan                       | Lézignan                  | 8            | 8            |                         |                         |                         |                         |  |  |                           |                           |                           |                           |  |  |                              |                              |                              |                              |
|  | Lézignan                      | Lézignan                  | Lézignan                       | Lézignan                  | 8            | 8            | 47                      | 47                      |                         |                         |  |  |                           |                           |                           |                           |  |  |                              |                              |                              |                              |
|  | Lézignan                      | Lézignan                  |                                |                           |              |              |                         | 47                      |                         |                         |  |  |                           |                           |                           |                           |  |  |                              |                              |                              |                              |
|  | Facture                       | Facture                   | 26                             | 26                        |              |              |                         |                         |                         |                         |  |  |                           |                           |                           |                           |  |  |                              |                              |                              |                              |
|  | Facture                       | Facture                   | 26                             | 26                        |              |              |                         |                         |                         |                         |  |  |                           |                           |                           |                           |  |  |                              |                              |                              |                              |
|  |                               |                           |                                |                           |              |              |                         |                         |                         |                         |  |  |                           |                           |                           |                           |  |  |                              |                              |                              |                              |

## Finale - 17 mai 1959
(mt : 0 - 0)
Points marqués :
- XIII Catalan : 1 essai de Massé (?) ; 2 pénalité de J. Ribes (? et ?)
- Avignon :

Arbitre : M. Serres (Bordeaux)
Évolution du score : 0-0 -mi-temps, 2-0, 5-0, 7-0.
Spectateurs : 
Composition des équipes :
- XIII Catalan : Jean Ribes - Jean Garreta, Marcel Massé, Roger Truquet, Henry Cribaillet - Gérard Robin (o), René Brousse (m) - Henri Delhoste, André Casas, José Guasch, Roger Majoral, Jean Pambrun, Yvon Gourbal - Entraîneur :
- Avignon : Maurice Fabvre - André Savonne, Fernand Rouqueirol, Robert Grangeon, Jacques Maigre - Gérard Savonne (o), René Jean (m) - Georges Delorme, Jean-Pierre Barnaud, Jacques Fabre, Georges Poulet, Guy Delaye, Jean Rouqueirol - Entraîneur : Jean Rouqueirol